# Neue Linke
Neue Linke ist ein Sammelbegriff für verschiedene Einzelpersonen, Gruppen, politische Bewegungen, Parteien und Parteiflügel vor allem in Westeuropa und Nordamerika, die seit Mitte/Ende der 1960er Jahre teilweise unterschiedliche Sozialismus-Vorstellungen oder auch anarchistische sowie andere politisch links ausgerichtete Konzepte mit revolutionärem Anspruch vertraten und vertreten. Dabei setzt sie mehrheitlich ihre Schwerpunkte auf emanzipatorisch-sozialistische und internationalistische Ideale.
Die Neue Linke grenzt sich bei allen Unterschieden zwischen ihren Anhängern von klassischen linken Parteien ab, sowohl von der etablierten Sozialdemokratie als auch vom Marxismus-Leninismus der bis 1990 bestehenden realsozialistischen Länder Osteuropas.
Dabei berufen sich Teile der Neuen Linken auch auf ältere, teilweise vorstalinistische kommunistische Theorien und Konzepte, die in der ersten Hälfte des 20. Jahrhunderts eine Rolle spielten und infolge der stalinistischen Politik der Kommunistischen Partei der Sowjetunion (KPdSU), vor allem zwischen 1924 und 1954, unterdrückt oder historisch nur kurze Zeit zum Zuge gekommen waren. Dazu gehören das von Rosa Luxemburg vertretene Konzept einer sozialistischen Rätedemokratie oder die auf Leo Trotzki fußende kommunistische Ideologie des Trotzkismus. Inhaltliche Vorstellungen der Neuen Linken reichen bis hin zu anarchistischen Gesellschaftsentwürfen.
Einige Gruppen der dogmatischen neuen Linken („orthodoxe“ Linke), darunter ein Großteil der deutschen K-Gruppen, standen (und stehen vereinzelt bis heute) der Entwicklung der Sowjetunion nach 1956 kritisch gegenüber. Die unter Chruschtschow begonnene Politik der Entstalinisierung lehnen sie als „revisionistisch“ ab. Sie beziehen sich meist auf den Maoismus, aber auch den Stalinismus oder verwandte Konzepte.
In den späten 1960er Jahren übten besonders in der Studentenbewegung die Philosophien der Frankfurter Schule von Theodor W. Adorno, Herbert Marcuse, Jürgen Habermas und Ernst Bloch mit der kritischen Theorie und der französische Existentialismus von Jean-Paul Sartre und André Gorz einen wichtigen Einfluss auf die Neue Linke aus. Vertreter des Operaismus wie der italienische Ethiker und politische Philosoph Antonio Negri und später John Holloway beeinflussten die Neue Linke und wirken bei den Globalisierungskritikern bis in die Gegenwart.

## Wurzeln und Entstehung der Neuen Linken
Die Neue Linke entstand aus Ablösungsprozessen westeuropäischer Intellektueller um 1956 im Zuge der Entstalinisierung kommunistischer Parteien, letzteres insbesondere wichtig für die New Left in Großbritannien. In Westdeutschland und West-Berlin spielte auch die Re-Education-Politik der amerikanischen Besatzungsmacht eine Rolle, bei der linkssozialistische Remigranten in akademische Positionen gelangten – so etwa Wolfgang Abendroth in Marburg oder die Frankfurter Schule und Franz Leopold Neumann am Otto-Suhr-Institut der Freien Universität Berlin. Diese erste Generation der Neuen Linken traf Mitte der 1960er Jahre auf eine sich politisierende Studentenschaft – was nicht selten zu Konflikten führte, sowohl zwischen Studenten und Dozenten, als auch zwischen älteren und jüngeren Hochschullehrern. Dennoch kam es im Zuge von „1968“ zur Aktualisierung und erstmaligen Massenwirkung undogmatisch-linken Gedankengutes. Neue politische Gruppen entstanden in den Schlüsseljahren 1966–1967, ein politischer Aufbruch, der in Nordamerika und Westeuropa gleichermaßen spürbar war. Spannungsgeladen blieb das Verhältnis zur Alten Linken der Arbeiterbewegung. Versuche einiger Gruppen der Neuen Linken, in den Gewerkschaften und der Arbeiterbewegung durch Agitation in verschiedenen Industriebetrieben Fuß zu fassen, hatten insgesamt nur wenig Erfolg.
Eine Ausnahme waren die Pariser Maiunruhen in Frankreich 1968, bei denen es den aufständischen Studenten zeitweilig gelang, sich mit den linken Gewerkschaften und der Arbeiterbewegung zu verbünden, was zu einer beinahe revolutionären Situation in Paris und in deren Folge mit Massenstreiks im ganzen Land zu einer Staatskrise eskalierte. In die Unruhen verwickelt und an ihnen beteiligt war die Situationistische Internationale, deren Theorien in Zeitungen für den „Aufruhr“ mitverantwortlich gemacht wurden. Weiterhin sorgte die Auseinandersetzung mit der Außenpolitik der Vereinigten Staaten von Amerika auch in der Bundesrepublik Deutschland für eine Stärkung des Bewusstseins in der Neuen Linken (siehe Vietnamkrieg: Kriegsopposition in anderen Staaten).
Anhaltender war der Einfluss der Neuen Linken in den studentischen Vertretungen der Universitäten und seit den 1970er Jahren bis in die Gegenwart in den neuen sozialen Bewegungen.

## Spektren und Entwicklungen der deutschen Neuen Linken: APO, K-Gruppen, Grüne, Spontis, Autonome
Häufig wird die Neue Linke auch in dogmatische Neue Linke und undogmatische Neue Linke (auch antiautoritäre Linke) unterteilt. Der Begriff demokratische Linke wird gelegentlich für links-sozialdemokratische Gruppen verwendet und wird darüber hinaus von verschiedenen Seiten benutzt, um gegnerische Gruppen als nichtdemokratisch auszugrenzen.
Zur dogmatischen Linken werden in der Regel die K-Gruppen gezählt, inklusive der Trotzkisten. Zur undogmatischen Linken zählen Anarchisten, Spontis sowie theoretisch und ideologisch relativ uneinheitliche Gruppen des als linksradikal geltenden Spektrums wie etwa die Autonomen.
Im Ganzen verfügt die Neue Linke jedoch über keine gemeinsame Organisationsstruktur. Sie streut sich gesellschaftsübergreifend auf viele verschiedene Gruppen und Bündnisse. Abgesehen von einigen gemeinsamen Inhalten und der politischen Etikettierung „links“ ist sie eine breit gefächerte gesellschaftspolitische Erscheinung und reicht von Standpunkten, die den demokratischen Pluralismus bürgerlicher Prägung anerkennen bis zu militant-revolutionären Positionen, von marxistischen bis zu anarchistischen Anschauungen.

### Dogmatische Neue Linke: K-Gruppen, Spaltungen und Fusionen
Besonders bei den K-Gruppen (Maoisten und Stalinisten) führten die dogmatisch verhärteten Positionen oft zu Spaltungen, Neugründungen, Umbenennungen, Zusammenlegungen und anderen organisatorischen Veränderungen. Verschiedene Gruppen empfanden die ideologischen Konflikte als Selbstzerfleischung und begannen ab Beginn der 1980er verstärkte Diskussionen zu deren Überwindung.
1986 schlossen sich die Kommunistische Partei Deutschlands/Marxisten-Leninisten (KPD/ML) und die Gruppe Internationale Marxisten (GIM) zur Vereinigten Sozialistischen Partei (VSP) zusammen, als sich beide Gruppen von vielen ursprünglichen Positionen gelöst hatten und Gemeinsamkeiten in den Vordergrund stellten. Allerdings scheiterten weitere Vereinigungsbemühungen mit der SPD-Abspaltung Demokratische Sozialisten und dem Bund Westdeutscher Kommunisten (BWK).
Ehemalige Mitglieder der ebenfalls zur dogmatischen Neuen Linken gezählten Gruppen Kommunistischer Bund Westdeutschland (KBW), Kommunistischer Bund (KB) und Kommunistische Partei Deutschlands (Aufbauorganisation) (KPD-AO) organisierten sich ab Anfang der 1980er Jahre zunehmend und teilweise als Mitbegründer bei den Grünen und fanden damit Anschluss an eine Partei, in der sich viele Einzelpersonen organisiert hatten, die aus der undogmatischen Neuen Linken kamen.
Seit 1990 und bis heute sind nur noch wenige Gruppen der dogmatischen Neuen Linken bundesweit organisiert, so etwa die Marxistisch-Leninistische Partei Deutschlands (MLPD), die 1982 aus dem Kommunistischen Arbeiterbund Deutschlands (KABD) hervorging. Reste der Kommunistischen Partei Deutschlands/Marxisten-Leninisten (KPD/ML), des Arbeiterbunds für den Wiederaufbau der KPD (KPD(AB)) und regional aktive K-Gruppen bestehen noch.

### Undogmatische Neue Linke: Spontis und Revolutionäre Zellen
Die Bezeichnung undogmatisch gilt vielen als eher zutreffend für Gruppierungen der Neuen Linken, die sich nicht in Parteien oder Organisationen sammelten und sich auch nicht einer eindeutig eingrenzbaren bestimmten kommunistischen oder sozialistischen Ideologie zuordnen lassen. Zu diesen Gruppen gehörten unter anderem die Spontibewegung und Spontiszene der Jahre um 1970. Vorreiter der Spontibewegung waren etwa Fritz Teufel, Dieter Kunzelmann, Rainer Langhans und andere aus dem Umfeld der West-Berliner Kommune I, die durch provokante und phantasievolle politische Happenings auf ihre gesellschaftskritischen Standpunkte aufmerksam machten.
Aus der Spontiszene wiederum, der in den frühen 1970er Jahren zeitweilig der spätere deutsche Außenminister Joschka Fischer angehörte, gingen die bis heute bestehenden Autonomen-Gruppen hervor. Auch die dem linksterroristischen Spektrum zugeordneten, in den späten 1970er und den 1980er Jahren aktiven Gruppierungen Revolutionäre Zellen (RZ) und deren feministischer Ableger, die Rote Zora, zählen zur Reihe der undogmatischen Neuen Linken.

### Linksterroristisches Extrem: Rote Armee Fraktion
Vielfach werden auch einige prominente Anführer der linksterroristischen Bewegung 2. Juni und der Roten Armee Fraktion (RAF) zu den Neuen Linken gerechnet, etwa Ulrike Meinhof, die sich Ende der 1960er Jahre als Publizistin und Journalistin bei der Zeitschrift konkret und anderen Veröffentlichungen einen Namen gemacht hatte. 1970 schloss sie sich der RAF um Andreas Baader an, als deren intellektuelles Haupt sie galt. Die anfangs auch als „Baader-Meinhof-Bande“ bezeichneten Terroristen sahen sich selbst als kommunistische Stadtguerilla nach dem Vorbild der Tupamaros in Uruguay und verübten mehrere Bomben- und Mordanschläge auf Banken sowie staatliche und US-Militäreinrichtungen, bis ihre führenden Mitglieder 1972 gefasst und 1977 zu lebenslanger Haft verurteilt wurden. Sie starben durch Suizid, als der Befreiungsversuch mittels Erpressung nach der Entführung und anschließenden Ermordung des Arbeitgeber-Präsidenten Hanns-Martin Schleyer durch die „zweite RAF-Generation“ und der Entführung des Flugzeugs „Landshut“ durch ein verbündetes palästinensisches Terrorkommando misslang (vgl. auch Deutscher Herbst).

### Eurokommunismus
Eurokommunistische Positionen konnten in der Bundesrepublik Deutschland keinen größeren Einfluss erringen. Der 1976 gegründete Arbeitskreis Westeuropäische Arbeiterbewegung (AWA) war ein Zusammenschluss von Studenten und Wissenschaftlern, die ursprünglich vor allem aus dem Umfeld von DKP und SEW kamen. Der AWA diskutierte Dokumente des Eurokommunismus und gab sie auch auf Deutsch heraus. Mitglieder publizierten in der Zeitschrift Das Argument. Die Gruppe löste sich 1980 auf, als keine Einigung in der Frage gefunden werden konnte, ob der AWA neben seiner Forschungstätigkeit auch eine politische Gruppe sein sollte.

### Marsch durch die Institutionen: Neue Linke in der SPD und der Partei „Die Grünen“
Seit den 1970er Jahren galten viele Aktivisten der radikaldemokratischen deutschen Studentenbewegung als Vertreter der Neuen Linken. Viele folgten der 1966 von Rudi Dutschke geprägten Parole vom „Marsch durch die Institutionen“, um durch parlamentarische Beteiligung langfristige politische Veränderungen in ihrem Sinn zu erreichen. Bekannt wurde diese allerdings stark zersplitterte Bewegung als 68er-Bewegung. Der bis in die 1980er Jahre wirksame Radikalenerlass vom 28. Januar 1972 richtete sich gegen eine befürchtete Unterwanderung des öffentlichen Dienstes und führte zu einer Reihe von Berufsverboten. Auch die SPD schloss eine Reihe von Mitgliedern aus.
Einige Protagonisten der Neuen Linken in der Bundesrepublik gelangten, nachdem die Gründung verschiedener kommunistischer Gruppen nicht den gewünschten Erfolg gebracht hatte, über etablierte Parteien wie die SPD oder deren Jungsozialisten in die Parlamente. Viele Anhänger der Neuen Linken, unter ihnen auch Dutschke selbst (kurz vor seinem Tod), schlossen sich seit 1979/80 der neu gegründeten Partei DIE GRÜNEN an, die 1983 in den Bundestag einziehen konnte. Die neue Parlamentspartei hatte den basisdemokratischen Anspruch, parlamentarisches Spielbein der außerparlamentarischen sozialen Bewegungen (beispielsweise der Frauenbewegung, der Friedens- oder der Ökologiebewegung) zu sein. Die Neue Linke hatte bei den Grünen in den ersten Jahren ihres Bestehens eine starke Position inne. Sie wurde jedoch nach verschiedenen Flügelkämpfen mit dem Austritt vieler auch prominenter Ökosozialisten wie Thomas Ebermann, Rainer Trampert oder Jutta Ditfurth bis 1991 wieder deutlich geschwächt – zugunsten der sogenannten „realpolitischen“ Fraktion in der Partei, die für Kompromisse offener ist (vgl. Fundi contra Realo und den Zusammenschluss mit dem Bündnis 90 zu Bündnis 90/Die Grünen).

### Die Neue Linke nach 1989
Die Neue Linke existiert bis heute zumindest in ihren Grundzügen weiterhin in den oben beschriebenen Erscheinungsformen, wobei die Zahl der Aktivisten und Anhänger des Linksterrorismus und der K-Gruppen gegenüber den 1970er und 1980er Jahren deutlich zurückgegangen ist.
Nach der deutschen Wiedervereinigung 1990 versuchten einige westdeutsche Anhänger der Neuen Linken, in der aus der ehemaligen DDR-Staatspartei SED hervorgegangenen Partei des Demokratischen Sozialismus (PDS) Fuß zu fassen. Sie rekrutieren sich unter anderem aus einem Teil enttäuschter ehemaliger Anhänger und Mitglieder von Bündnis 90/Die Grünen oder aus ehemaligen K-Gruppen. Beispielsweise wurde Winfried Wolf – ein ehemaliges Mitglied der Gruppe Internationale Marxisten und der VSP – 1994 Bundestagsabgeordneter für die PDS. Er war Mitglied des undogmatischen linken Flügels der PDS-Fraktion und bis 2002 im Deutschen Bundestag.
Nach der PDS-Wahlniederlage 2002 herrschte ein Vakuum auf der linken Seite des politischen Spektrums. 2005 entstand mit der Wahlalternative Arbeit und Soziale Gerechtigkeit (WASG) eine neue Partei links von der SPD, in der sich ehemalige SPD-Anhänger sammelten, die von der Regierungspolitik Gerhard Schröders (Bundeskanzler 1998–2005 und SPD-Mitglied) enttäuscht waren, aber auch Personen aus verschiedenen Spektren der Neuen Linken. Die WASG trat zur Bundestagswahl 2005 nicht selbständig an, sondern entsandte prominente Mitglieder wie Oskar Lafontaine auf die Listen der PDS. Letztere nannte sich fortan Die Linkspartei.PDS, bis schließlich beide Parteien 2007 zur Partei Die Linke vereinigt wurden. Sie erreichten 8,7 % der Stimmen und 54 Mandate. Dieser Einzug in den 16. Deutschen Bundestag implizierte zunächst eine deutliche Wiedererstarkung der parlamentarischen Linken jenseits der SPD, der zunehmend unsoziale Politik vorgeworfen wurde. Das Ergebnis wurde sogar noch übertroffen, als die Linke bei der Bundestagswahl 2009 11,9 % erreichte, was 76 Sitzen entsprach.

## Inhaltliche und Aktionsschwerpunkte der Neuen Linken
Einer der gemeinsamen Nenner der Neuen Linken ist die inhaltliche Abgrenzung vom kommunistischen System des bis 1989/1991 bestehenden so genannten real existierenden Sozialismus, der in den Staaten des europäischen Ostblocks von der Politik der Kommunistischen Partei der Sowjetunion (KPdSU) dominiert wurde. Den dortigen „volksdemokratischen“ Regierungsparteien (vgl. Kommunistische Partei) wurde unter anderem die Degeneration des Kommunismus vorgeworfen, beispielsweise durch eine Überbürokratisierung und die Abschaffung des Rätesystems.
Teilweise gehört auch die Ausweitung demokratisch-bürgerlicher Rechte zur politischen Argumentation, doch meist aus anderen Motiven als die christdemokratischen beziehungsweise liberalen Bewegungen. Seit etwa 1980 gewinnt der Kampf für soziale Minderheiten und gegen den Rechtsextremismus an Bedeutung, während jener gegen den Imperialismus – oft wortgleich mit dem früher im Ostblock üblichen Sprachgebrauch – zu den „Dauerbrennern“ gehört.
Ein einigendes Schwerpunktthema der Neuen Linken war in den 1960er und frühen 1970er Jahren der Protest gegen den Vietnamkrieg, der in Südostasien von den USA und der Regierung Südvietnams gegen die Vietcong-Guerilla der Nationalen Front für die Befreiung Südvietnams (FNL) und der sie unterstützenden Armee Nordvietnams geführt wurde. Über diesen Protest hinaus solidarisierte sich die Neue Linke mit linkssozialistischen und demokratischen Befreiungsbewegungen der sogenannten dritten Welt gegen rechtsdiktatorische, oft von den Industriestaaten gestützte Systeme. Sie warfen und werfen den Industrienationen Neokolonialismus und die wirtschaftliche und soziale Ausbeutung der Länder des Trikont vor.
So unterstützte die Neue Linke die Unidad-Popular-Regierung in Chile unter dem sozialistischen Präsidenten Salvador Allende und verurteilte den von den USA unterstützten Putsch gegen Allende durch General Augusto Pinochet 1973. Ihre Sympathien galten auch der sandinistischen Revolution in Nicaragua 1979. Viele Mitglieder der internationalen Brigaden, die zur Unterstützung der Sandinisten nach Nicaragua reisten und vor allem bei der Aufrechterhaltung der medizinischen und zivilen Infrastruktur des Landes tätig waren, kamen aus dem Spektrum der Neuen Linken.
In den 1960er und 1970er übte die DDR-Theorie vom Staatsmonopolistischen Kapitalismus, insbesondere über die Publikationen von Rolf Badstübner, einen starken Einfluss auf die westdeutsche Linke aus, und wurde zum Dreh- und Angelpunkt linker Debatten.
Gedacht als Unterstützung der revolutionären Bewegungen des Trikont, entstanden im Westen aus einer Minderheit militanter Linksradikaler einige Gruppierungen des Linksterrorismus, die aus dem illegalen Untergrund agierten. Zu ihnen gehörten die Rote Armee Fraktion und die Bewegung 2. Juni in der Bundesrepublik Deutschland, die Action Directe in Frankreich oder die Roten Brigaden in Italien. Sie wollten als Stadtguerilla den revolutionären Kampf in die Metropolen der Industriestaaten tragen, wobei sie auch Entführungen und Mordanschläge gegen führende Symbolfiguren aus Politik, Wirtschaft und Justiz planten und durchführten.
Wie die Neue Linke außenpolitisch den Theorien eines sozialistischen Internationalismus und Antiimperialismus anhängt, tritt sie innenpolitisch in den jeweiligen Ländern, wo sie aktiv ist, für die Ausweitung demokratischer und bürgerlicher Rechte ein. Der Kampf gegen Rassismus und Kampagnen der Solidarität für politisch und sozial benachteiligte Minderheiten, beispielsweise für Flüchtlinge und politisch Verfolgte gehör(t)en ebenso zum politischen Aktionsrepertoire der Neuen Linken wie der Widerstand gegen das Aufkommen rechtsextremistischer und faschistischer Gruppen und Parteien (vgl. Antifa) sowie gegen die Rüstung und Militarisierung in den Industriestaaten.
Die Neue Linke war und ist nach dem Abflauen der Studentenbewegungen Ende der 1960er Jahre stark an den Aktivitäten der neuen sozialen Bewegungen beteiligt, insbesondere der antimilitaristischen Zweige der Friedensbewegung, der antiimperialistischen Bewegung, bei den Atomkraftgegnern, bei der Klimabewegung rund um Fridays For Future, sowie bei den seit Mitte der 1990er Jahre zugenommenen Aktivitäten der Globalisierungskritiker.